# Fullmetal Alchemist - La vendetta di Scar
Fullmetal Alchemist - La vendetta di Scar (鋼の錬金術師 復讐者スカー?, Hagane no renkinjutsushi: Kanketsu-hen - Fukushusha Sukā) è un film del 2022 diretto da Fumihiko Sori. È il sequel di Fullmetal Alchemist del 2017, ispirato al manga omonimo. È stato a sua volta seguito da Fullmetal Alchemist - Alchimia finale, uscito sempre nel 2022.

## Trama
Ed e Al viaggiano verso la stazione di Central e incontrano il principe Ling Yao, interessato alla pietra filosofale e al segreto dell'immortalità. Durante il tragitto, una banda criminale irrompe sul treno per catturare Ed come ostaggio. Le guardie del corpo di Ling, Lan Fan e Fu, cercando di estorcere informazioni a Ed, ma lui decide di affrontare i criminali. Inizia uno scontro sopra la locomotiva, dove Ed è salvato da Envy, che lo considera utile per gli homunculus. Ling scopre che Envy è immortale e ordina ai suoi uomini di catturarlo; tutti e quattro saltano giù dal treno per continuare il combattimento. Ed e Al tornano dentro, arrestano i banditi e scoprono che hanno pianificato di far esplodere il treno all'arrivo. Dopo essere stati buttati già dal treno, i due usano l'alchimia per fermarlo e prevenire la tragedia. Una volta in stazione, incontrano Mustang e Riza, che arrestano i criminali rimasti, mentre King Bradley si congratula con i fratelli Elric per il loro coraggio. Al quartier generale dell'Esercito, Ed e Al scoprono che un assassino sta colpendo gli Alchimisti di Stato e vengono assegnati sotto la protezione di Heymans Breda e Vato Falman. Tuttavia, i due fratelli decidono di indagare da soli e riescono a seminarli. Durante le ricerche incontrano May Chang, una ragazza di Xing in cerca del segreto dell'immortalità. Dopo un inseguimento, Ed scopre che l'uomo incappucciato dietro cui si nasconde May è Scar, l'assassino di Alchimisti, che tenta di ucciderlo. Scar danneggia gravemente l'armatura di Al e distrugge il braccio meccanico di Ed prima che Mustang e i suoi uomini intervengano, costringendo Scar a ritirarsi.
Nel frattempo, Scar incontra Envy e Gluttony, ma il combattimento viene interrotto dall'arrivo di Ling e dei suoi uomini. Mentre Mustang ricorda le atrocità del passato nel popolo ishvaliano, Ed torna a Resembool per riparare l'automail da Winry. Prima, visita la tomba della madre e incontra suo padre Van Hohenheim. Ling decide quindi di cercare nuovamente Ed per ottenere informazioni sull'immortalità. Scar sogna l'attacco di un'Alchimista di Stato alla sua popolazione e si risveglia in un rifugio per profughi ishvaliani insieme a May. Van Hohenheim avvisa Pinako che il Paese subirà la stessa sorte di Xerxes e poi se ne va. Dopo aver riparato il braccio da Winry, Ed cerca le rovine di Xerxes e incontra alcuni ishvaliani, scoprendo che i genitori di Winry hanno curato molti del loro popolo. Scar riceve consigli su come affrontare il suo risentimento verso Amestris, mentre Ed ripara l'armatura di Al. Ling visita Ed e Al, proponendo un'alleanza per catturare Scar e gli homunculus, rivelando di essere un principe e uno dei 40 candidati al trono. Il trio pianifica una trappola per Scar, ma deve ritirarsi a causa dell'arrivo degli homunculus; prima della fuga, Ed accusa Scar dell'omicidio dei genitori di Winry. Winry, presente nel vicolo, sente la conversazione e tenta di vendicarsi sparando a Scar, ma Ed la ferma mentre Al mette in fuga Scar. Ling e i suoi uomini tentato di catturare Gluttony ed Envy, ma King Bradley interviene, ferendo Lan Fan e costringendo Ling a fuggire. Al cerca di affrontare Scar mentre Ed si unisce alla lotta contro Gluttony. Scar distrugge il corpo di Gluttony, ma Ed lo blocca per permettere a Ling di portarlo via. King Bradley continua a dare la caccia a Lan Fan, che si rifugia nelle fogne e si stacca un braccio per sfuggirgli. Ed e Al affrontano Scar, ma May lo salva e insieme riescono a fuggire.
Lan Fan viene curata dal dottor Knox, mentre Mustang rivela che Gluttony e gli altri homunculus sono coinvolti nell'esercito. Riza racconta a Ed del massacro di Ishval, dove Scar ha perso suo fratello e ha ucciso i genitori di Winry in preda all'ira. Sempre in tale occasione, Mustang discute con Hughes della sua ambizione di diventare comandante supremo per evitare future stragi. Nel presente, Al segue May e insieme trovano Scar; dopo averlo sconfitto, Winry fascia una ferita di Scar, che esprime il suo dispiacere per aver ucciso i suoi genitori. Nel frattempo, Ling è inseguito da Gluttony, che attacca Mustang. Mentre il gruppo cerca di scappare, Scar affronta Gluttony per guadagnare tempo. Envy arriva e, dopo che Mustang, Riza e Winry si mettono in salvo, Ed, Al e Ling rimangono indietro per combattere Envy e Gluttony. Quest'ultimo tenta di divorare Ling, ma ingoia anche Ed ed Envy. All'interno del suo stomaco, Envy rivela che Gluttony è un Portale della Verità fallito creato dal Padre, quindi assume le sembianze di un drago per affrontare Ed e Ling.

## Distribuzione
Il film è stato distribuito sulla piattaforma Netflix il 20 agosto 2022.

### Edizione italiana
A differenza della precedente pellicola, il cui doppiaggio italiano è stato diretto da Fabrizio Temperini presso Studio Emme, la direzione di questo film e del suo sequel è a cura di Edoardo Cannata, presso CD Cine Dubbing. Nei crediti di Netflix Luca Mannocci viene erroneamente accreditato nel ruolo di Scar, in quanto avrebbe dovuto sostituire originariamente Emanuele Ruzza a causa di una sua temporanea indisponibilità.